# Materiały Antropologiczno-Archeologiczne i Etnograficzne
Materiały Antropologiczno-Archeologiczne i Etnograficzne – rocznik wydawany w latach 1896–1919 staraniem Komisji Antropologicznej Akademii Umiejętności w Krakowie. 
W dziale etnograficznym, redagowanym przez Seweryna Udzielę, ukazywały się teksty m.in. Władysława Kosińskiego, Jana Świętka, Romana Zawilińskiego, a także starsze prace Oskara Kolberga i Lucjana Malinowskiego. Były to głównie zbiory bajek polskich i ukraińskich, opisy monograficzne, materiały dotyczące wierzeń. Brak zbiorów pieśni ludowych. 